# Fontaine d'Orbessan
La fontaine d'Orbessan est une fontaine du XVIIIe siècle située au centre du village d'Orbessan (Gers).

## Histoire
La fontaine est construite en 1776 et offerte au village par le chevalier de Bourg.
Elle est inscrite comme monument historique le 30 mai 1947.

## Architecture
La fontaine est constituée d'un bassin semi-hexagonal, au sol, derrière lequel se dresse un monument. Celui comprend une partie centrale sur laquelle figure une inscription rappelant la donation, encadrée de chaque côté par un pilastre et le tout surmonté par un entablement.

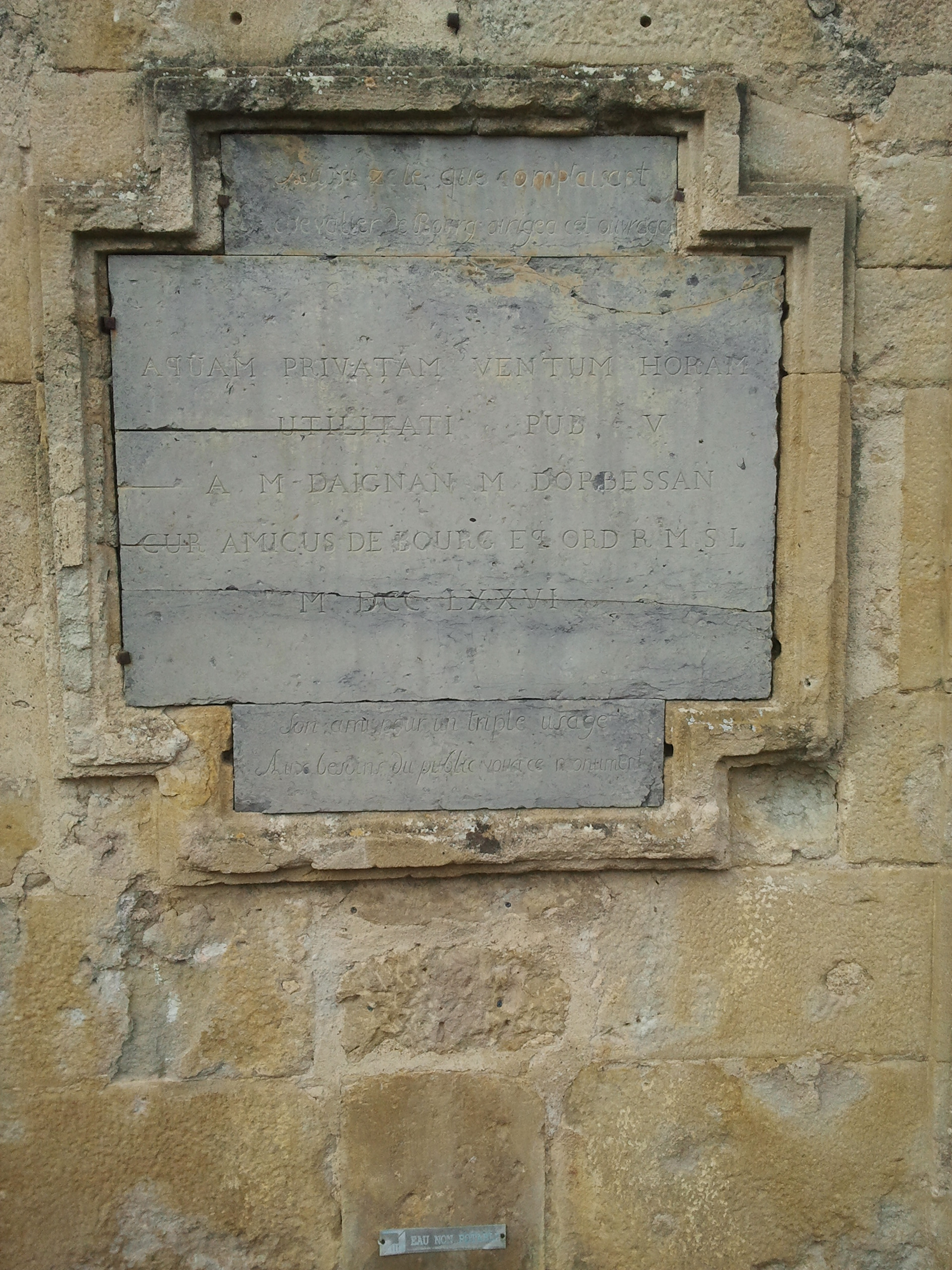
L'inscription